# Martin Gerhard
Martin Gerhard (geb. vor 1960) ist ein deutscher Sänger der Stimmlage Tenor (seltener auch als Bariton klassifiziert), der in den 1960er bis in die 1980er Jahre in der deutschen christlichen Musikszene aktiv war.

## Leben
Bekannt wurde er durch Schallplattenaufnahmen im evangelikalen Label Frohe Botschaft im Lied. Gemeinsam mit der leitenden Musikproduzentin Margret Birkenfeld und den Solisten wie Ria Deppert und Heinz Bösche bildete Martin Gerhard die Besetzung des Cantate-Quartetts, darüber hinaus gewann Birkenfeld ihn für ihren Wetzlarer Evangeliumschor als Chor- und Solosänger. Später folgten eigene LP-Veröffentlichungen im Verlag Hans-Rudolf Hintermann sowie bei Stimme der Wahrheit.
Durch die erfolgreiche Nostalgiesendung Unvergessen – Lieder, die bleiben im ERF erlebte Martin Gerhard gemeinsam mit anderen christlichen Künstlern seiner Zeit ein Comeback – vor allem durch die wiederholt ausverkauften gleichnamigen Konzerte zur Sendung.

## Diskografie (Auswahl)
- Nur mit Jesu will ich Pilger wandern (Single, HSW)
- Was hätt ich, hätt ich Jesum nicht (Single, HSW)
- Herr, mein Heiland und mein Hirte (Single, HSW)
- Solang mein Jesu lebt (Single, HSW)
- Wenn wir wandeln im Herrn (mit Siegfried Fietz, Single, HSW)
- Einstens las ich von einer Stadt Salem (Single, HSW)
- Sieh, ich komme, Herr, zum Kreuz (Single, HSW)
- So nimm denn meine Hände (Single, HSW)
- Ja, ich will euch tragen (Single, HSW)
- Weihnacht kehret wieder (Single, HSW)
- Horch, horch, was ziehn durch die schweigende Welt (Single, HSW)
- Ist dein Leben voller Schuld (Single, HSW)
- Mächtige Ströme des Segens (Single, HSW)

- Ob die Sonne morgen scheinet (LP, Stimme der Wahrheit)
- In meinem Herzen jubelt (LP, Hintermann)[3]
- Ich sah viel von der Welt (LP, Hintermann)
- Machet die Tore weit (LP, HSW)
- Siehe, ich verkündige euch große Freude (LP, Schulte & Gerth)

- Rückblick 2 (CD, Schulte & Gerth)
- Unvergessen 2 – Lieder, die bleiben (CD, Gerth Medien, 2006)
- Unvergessen 3 – Lieder, die bleiben (CD, Gerth Medien, 2007)
- Unvergessen 5 – Lieder zu Weihnachten (CD, Gerth Medien, 2007)